# Melickerheide

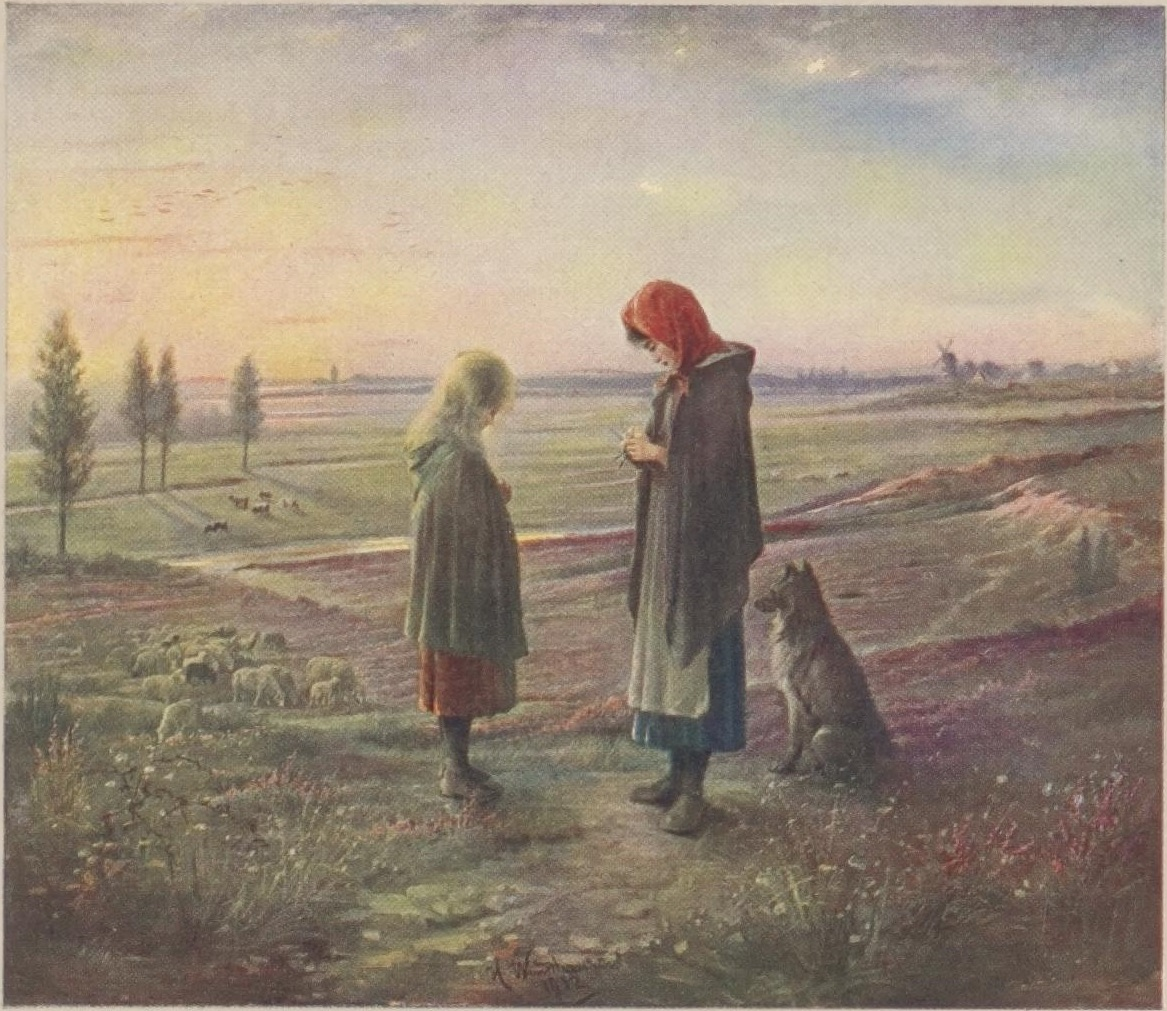
Het Angelus op de Melickerheide door Heinrich Windhausen

De Melickerheide is een natuurgebied in de Nederlandse provincie Limburg. Het gebied ligt ten zuiden van Asenray, ten oosten van Roermond en ten noorden van Melick.
Het gebied is particulier terrein van 55 ha, maar werd tot in het begin van de 21e eeuw verhuurd aan het ministerie van Defensie, die het als schietbaan en oefenterrein gebruikte.
De schietbaan werd opgeheven en het gebied maakt tegenwoordig deel uit van Nationaal Park De Meinweg, waar het als het ware de toegangspoort tot vormt. Het gebied bestaat vooral uit droog naaldbos en ook loofbos, maar er zijn ook stuifduinen, poelen en een laagte. Dieren als das en wild zwijn maken gebruik van dit gebied, en ook is er een fietspad door het gebied aangelegd.
Naar het zuiden toe wordt het gebied begrensd door de spoorlijn IJzeren Rijn en het bedrijventerrein Heide-Roerstreek.